# Marc Overmars
Marc Overmars (tiếng Hà Lan: [ˈmɑrk ˈoːvərmɑrs] ⓘ, sinh ngày 29 tháng 3 năm 1973) là một cựu cầu thủ bóng đá người Hà Lan và hiện tại đang làm quản lý bóng đá cho câu lạc bộ Ajax. Trong sự nghiệp bóng đá, anh chơi ở vị trí tiền vệ cánh và nổi tiếng với tốc độ và kỹ thuật của mình. Và với tốc độ khủng khiếp của mình anh được mọi người đặt biệt danh là "Gà lôi" hay đơn giản là "meep-meep".

## Sự nghiệp câu lạc bộ
Overmars khởi đầu sự nghiệp ở SV Epe, một câu lạc bộ nhỏ của Hà Lan trước khi chuyển sang Go Ahead Eagles. Sau đó, câu lạc bộ Willem II Tilburg đã bỏ ra 200.000 bảng Anh để đưa anh về với họ. Trong mùa giải 1991-1992, anh đã chuyền về chơi cho Ajax Amsterdam.
Marc Overmars trở nên nổi tiếng tại Ajax dưới thời Louis van Gaal. Anh là cầu thủ của Ajax giành cúp C1 châu Âu năm 1995 khi họ giành chiến thắng trước A.C. Milan của Ý. Tuy nhiên, chẳng bao lâu sau anh gặp chấn thương trầm trọng ở đầu gối phải năm 1996, khiến cho anh không thể tham gia Euro 1996. Mặc dù Overmars đang bị chấn thương nhưng huấn luyện viên của Arsenal, Arsène Wenger, vẫn ký hợp đồng với anh vào mùa hè năm 1997.
Tại London, tài năng của anh đã được chứng minh bằng sự khéo léo tuyệt vời, có được những bàn thắng quan trọng, như bàn thắng duy nhất trong trận chung kết cúp FA năm 1998, trận đấu mà Arsenal đã giành chiến thắng trước Manchester United ngay tại Old Trafford, dẫn tới cú đúp trong năm này.
Mùa hè năm 2000, anh chuyển tới Tây Ban Nha gia nhập FC Barcelona, với giá chuyển nhượng 25 triệu bảng (39,6 triệu euro). Vụ chuyển nhượng này khiến cho anh trở thành cầu thủ Hà Lan có giá chuyển nhượng cao nhất từ trước đến giờ. Đây cũng là vụ chuyển nhượng đầu tiên trong lịch sử môn bóng đá được thông báo trên trang web cá nhân của cầu thủ. Mặc dù gặp khó khăn trong giai đoạn đầu thi đấu cho câu lạc bộ mới, nhưng Overmars vẫn là một cầu thủ gây được nhiều ấn tượng, có được 8 bàn thắng trong 31 lần ra sân. Anh được ra sân thường xuyên những trận đấu ở cúp C1 mùa giải 2001-2002, 10 trận cho tới khi Barcelona dừng lại ở bán kết, có 1 bàn thắng. Thật không may cho cựu cầu thủ của Arsenal, anh đã không giành được một danh hiệu gì tại FC Barcelona.

## Sự nghiệp quốc tế
Ngày 24 tháng 2 năm 1993, anh được ra sân lần đầu tiên dưới màu áo Hà Lan trong trận gặp Thổ Nhĩ Kỳ. Overmars thường xuyên được thi đấu cho Hà Lan cho tới kỳ World Cup 1994.
Ở World Cup 1998, anh thường xuyên được ra sân và đã giúp đội tuyển quốc gia Hà Lan đi đến trận bán kết, trận đó Hà Lan đã bị thua Brasil. Overmars là một trong những cầu thủ xuất sắc nhất ở giải đấu này, nhưng anh đã gặp chấn thương ở vòng 2 trong trận gặp Nam Tư (nay là Serbia). Điều này khiến cho Overmars phải nghỉ thi đấu trận kế tiếp, trận gặp Argentina. Tuy nhiên, Overmars đã vào sân thay người cuối trận đấu đó. Ngay lập tức, anh đã có một đường chuyền cực kỳ chính xác gần như dẫn tới bàn thắng cho Hà Lan. Nhưng chấn thương của Overmars đã trở nên tồi tệ hơn sau trận đấu này và anh đã phải ngồi ngoài sân ở trận đấu sau đó gặp Brasil. Đội Hà Lan đã thua ở những loạt đá penalty. Overmars đã cố gắng trở lại thi đấu trong trận cuối cùng, trận tranh giải ba với Croatia, nhưng Hà Lan đã bị thua 2-1.
Sau thất bại tại vòng loại World Cup 2002 của đội tuyển Hà Lan, giải đấu lớn cấp đội tuyển cuối cùng mà Overmars thi đấu là Euro 2004 tại Bồ Đào Nha. Tất cả các trận đấu của đội tuyển Hà Lan, Overmars đều được ra sân từ băng ghế dự bị. Khi anh vào sân, Hà Lan luôn là đội chơi tấn công và tạo được nhiều cơ hội ghi bàn. Tuy nhiên, Overmars đã không thể ngăn được sự thất bại của đội tuyển Hà Lan trước Bồ Đào Nha trong trận bán kết.
Anh đã tuyên bố giã từ sự nghiệp cầu thủ chuyên nghiệp vào ngày 26 tháng 7 năm 2004 vì chấn thương đầu gối.
Overmars đã 86 lần khoác áo đội tuyển Hà Lan (ghi 17 bàn thắng), chỉ sau Frank de Boer (112 lần) và Edwin van der Sar (89 lần).

## Thống kê sự nghiệp

### Câu lạc bộ
| Câu lạc bộ          | Mùa giải            | Giải đấu            | Giải đấu | Giải đấu | Cúp quốc gia1 | Cúp quốc gia1 | Cúp liên đoàn | Cúp liên đoàn | Châu Âu | Châu Âu | Khác | Khác | Tổng số | Tổng số |
| Câu lạc bộ          | Mùa giải            | Hạng đấu            | Trận     | Bàn      | Trận          | Bàn           | Trận          | Bàn           | Trận    | Bàn     | Trận | Bàn  | Trận    | Bàn     |
| ------------------- | ------------------- | ------------------- | -------- | -------- | ------------- | ------------- | ------------- | ------------- | ------- | ------- | ---- | ---- | ------- | ------- |
| Go Ahead Eagles     | 1990–91             | Eerste Divisie      | 11       | 1        |               |               | –             | –             | –       | –       |      |      | 11      | 1       |
| Willem II           | 1991–92             | Eredivisie          | 31       | 1        | 0             | 0             | –             | –             | –       | –       | –    | –    | 31      | 1       |
| Ajax                | 1992–93             | Eredivisie          | 34       | 3        | 5             | 4             | –             | –             | 8       | 1       | –    | –    | 47      | 8       |
| Ajax                | 1993–94             | Eredivisie          | 34       | 12       | 4             | 0             | –             | –             | 5       | 0       | 1    | 1    | 44      | 13      |
| Ajax                | 1994–95             | Eredivisie          | 28       | 8        | 3             | 0             | –             | –             | 11      | 1       | 1    | 0    | 43      | 9       |
| Ajax                | 1995–96             | Eredivisie          | 15       | 11       | 0             | 0             | –             | –             | 6       | 2       | 2    | 0    | 23      | 13      |
| Ajax                | 1996–97             | Eredivisie          | 25       | 2        | 1             | 0             | –             | –             | 10      | 0       | 0    | 0    | 36      | 2       |
| Ajax                | Tổng cộng           | Tổng cộng           | 136      | 36       | 13            | 4             | 0             | 0             | 40      | 4       | 4    | 1    | 193     | 45      |
| Arsenal             | 1997–98             | Premier League      | 32       | 12       | 9             | 2             | 3             | 2             | 2       | 0       | –    | –    | 46      | 16      |
| Arsenal             | 1998–99             | Premier League      | 37       | 6        | 6             | 3             | 1             | 0             | 4       | 1       | 1    | 1    | 49      | 11      |
| Arsenal             | 1999–2000           | Premier League      | 31       | 7        | 1             | 1             | 1             | 0             | 14      | 5       | –    | –    | 47      | 13      |
| Arsenal             | Tổng cộng           | Tổng cộng           | 100      | 25       | 16            | 6             | 5             | 2             | 20      | 6       | 1    | 1    | 142     | 40      |
| Barcelona           | 2000–01             | La Liga             | 31       | 8        | 5             | 0             | –             | –             | 10      | 0       | –    | –    | 46      | 8       |
| Barcelona           | 2001–02             | La Liga             | 20       | 0        | 1             | 0             | –             | –             | 11      | 1       | –    | –    | 32      | 1       |
| Barcelona           | 2002–03             | La Liga             | 26       | 6        | 0             | 0             | –             | –             | 6       | 1       | –    | –    | 32      | 7       |
| Barcelona           | 2003–04             | La Liga             | 20       | 1        | 3             | 2             | –             | –             | 8       | 0       | –    | –    | 31      | 3       |
| Barcelona           | Tổng cộng           | Tổng cộng           | 97       | 15       | 9             | 2             | 0             | 0             | 35      | 2       | 0    | 0    | 141     | 19      |
| Go Ahead Eagles     | 2008–09             | Eerste Divisie      | 24       | 0        | 0             | 0             | –             | –             | –       | –       | –    | –    | 24      | 0       |
| Tổng cộng sự nghiệp | Tổng cộng sự nghiệp | Tổng cộng sự nghiệp | 399      | 78       | 38            | 12            | 5             | 2             | 95      | 12      | 5    | 2    | 542     | 106     |

1Trong đó có giải đấu: Cúp Hiệp hội Bóng đá Hoàng gia Hà Lan, Cúp Liên đoàn bóng đá Anh, Cúp FA, Cúp Nhà vua Tây Ban Nha và Siêu cúp bóng đá Tây Ban Nha. Siêu cúp Hà Lan, Siêu cúp Anh và Copa Catalunya không được tính.

### Quốc tế
| Hà Lan  | Hà Lan  | Hà Lan    |
| Năm     | Số trận | Bàn thắng |
| ------- | ------- | --------- |
| 1993    | 7       | 1         |
| 1994    | 14      | 1         |
| 1995    | 8       | 4         |
| 1996    | 2       | 0         |
| 1997    | 4       | 0         |
| 1998    | 14      | 4         |
| 1999    | 3       | 0         |
| 2000    | 10      | 4         |
| 2001    | 8       | 1         |
| 2002    | 2       | 0         |
| 2003    | 8       | 1         |
| 2004    | 6       | 1         |
| Tổng số | 86      | 17        |

Nguồn: 
Tất cả tỉ số và kết quả cho Hà Lan.

### Bàn thắng quốc tế
| #   | Ngày                 | Địa điểm                                | Đối thủ              | Bàn thắng | Kết quả | Giải đấu                                     | Ref         |
| --- | -------------------- | --------------------------------------- | -------------------- | --------- | ------- | -------------------------------------------- | ----------- |
| 1.  | 24 tháng 2 năm 1993  | Sân vận động Galgenwaard, Utrecht       | Thổ Nhĩ Kỳ           |           | 3–1     | Vòng loại World Cup 1994                     | [ 8 ] [ 9 ] |
| 2.  | 12 tháng 6 năm 1994  | Sân vận động Varsity, Toronto           | Canada               |           | 3–0     | Giao hữu                                     | [ 10 ]      |
| 3.  | 11 tháng 10 năm 1995 | Sân vận động Ta'Qali, Ta'Qali           | Malta                |           | 4–0     | Vòng loại giải vô địch bóng đá châu Âu 1996  | [ 11 ]      |
| 4.  | 11 tháng 10 năm 1995 | Sân vận động Ta'Qali, Ta'Qali           | Malta                |           | 4–0     | Vòng loại giải vô địch bóng đá châu Âu 1996  | [ 11 ]      |
| 5.  | 11 tháng 10 năm 1995 | Sân vận động Ta'Qali, Ta'Qali           | Malta                |           | 4–0     | Vòng loại giải vô địch bóng đá châu Âu 1996  | [ 11 ]      |
| 6.  | 15 tháng 11 năm 1995 | De Kuip, Rotterdam                      | Na Uy                |           | 3–0     | Vòng loại giải vô địch bóng đá châu Âu 1996  | [ 11 ]      |
| 7.  | 1 tháng 6 năm 1998   | Sân vận động Philips, Eindhoven         | Paraguay             |           | 5–1     | Giao hữu                                     | [ 12 ]      |
| 8.  | 1 tháng 6 năm 1998   | Sân vận động Philips, Eindhoven         | Paraguay             |           | 5–1     | Giao hữu                                     | [ 12 ]      |
| 9.  | 5 tháng 6 năm 1998   | Amsterdam Arena, Amsterdam              | Nigeria              |           | 5–1     | Giao hữu                                     | [ 12 ]      |
| 10. | 20 tháng 6 năm 1998  | Sân vận động Vélodrome, Marseille       | Hàn Quốc             |           | 5–0     | FIFA World Cup 1998                          | [ 13 ]      |
| 11. | 27 tháng 5 năm 2000  | Amsterdam Arena, Amsterdam              | România              |           | 2–1     | Giao hữu                                     | [ 14 ]      |
| 12. | 25 tháng 6 năm 2000  | De Kuip, Rotterdam                      | Serbia và Montenegro |           | 6–1     | UEFA Euro 2000                               | [ 15 ]      |
| 13. | 25 tháng 6 năm 2000  | De Kuip, Rotterdam                      | Serbia và Montenegro |           | 6–1     | UEFA Euro 2000                               | [ 15 ]      |
| 14. | 7 tháng 10 năm 2000  | Sân vận động GSP, Nicosia               | Síp                  |           | 4–0     | Vòng loại giải vô địch bóng đá thế giới 2002 | [ 16 ]      |
| 15. | 25 tháng 4 năm 2001  | Sân vận động Philips, Eindhoven         | Síp                  |           | 4–0     | Vòng loại giải vô địch bóng đá thế giới 2002 | [ 17 ]      |
| 16. | 7 tháng 6 năm 2003   | Sân vận động Dinamo, Minsk              | Belarus              |           | 2–0     | Vòng loại giải vô địch bóng đá châu Âu 2004  | [ 18 ]      |
| 17. | 1 tháng 6 năm 2004   | Sân vận động Olympic Pontaise, Lausanne | Quần đảo Faroe       |           | 3–0     | Giao hữu                                     | [ 19 ]      |

## Danh hiệu

### Câu lạc bộ

#### Ajax
- Eredivisie: 1993–94, 1994–95, 1995–96[20]
- KNVB Cup: 1992–93[21]
- Johan Cruyff Shield: 1993[22]
- UEFA Champions League: 1994–95
- UEFA Super Cup: 1995[20]
- Intercontinental Cup: 1995[20]

#### Arsenal
- Premier League: 1997–98[23]
- FA Cup: 1997–98[20]
- FA Charity Shield: 1998[20]

### Cá nhân
- Tài năng bóng đá Hà Lan của năm: 1992[24]
- Các cầu thủ đoạt giải chiếc giày vàng Hà Lan:1993[25]
- Cầu thủ trẻ xuất sắc FIFA World Cup: 1994[26]
- Cầu thủ của Năm AFC Ajax: 1996